# Frankenroda
Frankenroda település Németországban, azon belül Türingiában. Lakosainak száma 310 fő (2023. december 31.).

## Népesség
A település népességének változása:
| Lakosok száma | 324  | 323  | 315  | 317  | 310  |
|               | 2017 | 2019 | 2021 | 2022 | 2023 |